# یاکاتش دوورنا
یاکاتش دوورنا (به لاتین: Jakać Dworna) یک روستا در لهستان است که در گمینا شنگادووو واقع شده‌است.